# William Schieffelin Claytor
William Schieffelin Claytor (4 janvier 1908 – 14 juillet 1967) est un mathématicien américain spécialisé en topologie. Il est le troisième Afro-Américain à obtenir un doctorat en mathématiques, et le premier à publier dans une revue de recherche mathématique. 

## Formation
Claytor est né à Norfolk, en Virginie, où son père était dentiste. Il fréquente les écoles publiques de Washington, DC ainsi que la Hampton Agricultural and Industrial School en Virginie. En 1928, il obtient son BA de l'Université Howard, où il a reçu l'enseignement d'Elbert Cox (en), le premier afro-américain à obtenir un doctorat en mathématiques. Dudley Woodard (en), le deuxième afro-américain à obtenir un doctorat en mathématiques, vient tout juste de mettre en place le programme d'études supérieures en mathématiques à Howard, et Claytor y obtient sa maîtrise en 1929, avec une thèse supervisée par Woodard.
Claytor obtient son doctorat de l'université de Pennsylvanie en 1933 avec une thèse intitulée Topological Immersion of Peanian Continua in a Spherical Surface, dirigée par John R. Kline (en), qui a également supervisé la thèse de Woodard et est lui-même un étudiant de Robert Lee Moore (de la méthode de Moore). Kline écrit à Moore en disant: « Claytor a écrit une très belle thèse. À bien des égards, je pense que c'est peut-être la meilleure que j'ai jamais faite sous ma direction ».
En 1934, un article basé sur la thèse de Claytor parait dans Annals of Mathematics, crédité à Schieffelin Claytor. En 1937, également dans les Annals, il publie l'article « Peanian Continua not Imbeddable in a Spherical Surface », également crédité à Schieffelin Claytor.

## Carrière académique
Claytor a enseigné au HBCU West Virginia State College pendant trois ans après son doctorat, sans pouvoir obtenir un emploi dans un établissement majoritaire en raison du racisme répandu à l'époque. À West Virginia, parmi ses étudiants figurent Katherine Johnson qui a ensuite travaillé sur le programme spatial de la NASA.
Claytor postule pour une bourse du Conseil national de recherches pour travailler à l'Institute for Advanced Study (IAS), qui est à l'époque hébergé à l'Université de Princeton, mais il est rejeté pour des raisons raciales. En 1937, il reçoit une bourse Rosenwald (en) à l'université du Michigan  ;il y reste plusieurs années, mais n'est pas autorisé à assister à des séminaires de recherche. Oswald Veblen a finalement pu lui proposer un poste à l'IAS en 1939, indépendamment de l'Université de Princeton, mais Claytor refuse.
Au cours des années 1941-1945, Claytor sert dans l'armée américaine, enseignant dans les écoles d'artillerie antiaérienne de Virginie et de Géorgie. En 1947, il rejoint la faculté de Howard, où David Blackwell est alors directeur du département de mathématiques. Claytor enseigne à Howard jusqu'à sa retraite en 1965, occupant lui-même le poste de président en cours de route.
Le 5 août 1947, Claytor épouse la psychologue Mae Belle Pullins, qui partage également son amour des mathématiques. Ils ont une fille. Il passe le reste de sa carrière à Howard et, malgré de nombreuses présentations bien accueillies lors des conférences de l'AMS, il continue à souffrir de discrimination raciale et n'est même pas autorisé à séjourner dans les hôtels où se tenaient les réunions.

## Prix
L'Association nationale des mathématiciens (en) (NAM) propose une série de conférences portant le nom de Claytor et Woodard.
L'American Mathematical Society (AMS) dispose d'une bourse de recherche à mi-carrière, la Claytor-Gilmer Fellowship, du nom de Claytor et Gloria Ford Gilmer.

## Articles
- Peanian continua not embeddable in a spherical surface Annals of Mathematics. Deuxième série, Vol. 38, n° 3 (juillet 1937), pp. 631-646
- opological immersion of Peanian continua in a spherical surface, Ann. of Math. Deuxième série, Vol. 35, n° 4 (octobre 1934), p. 809-835